# Hedi
Hedi (arab. نحبك هادي / Inhebbek Hedi) – tunezyjski dramat filmowy z 2016 roku w reżyserii Mohameda Ben Attii, zrealizowany w ramach koprodukcji międzynarodowej.
Film miał premierę w konkursie głównym na 66. MFF w Berlinie, gdzie zdobył nagrodę za najlepszy debiut reżyserski oraz Srebrnego Niedźwiedzia dla najlepszego aktora za rolę Majda Mastoury. Na ekrany polskich kin wszedł 23 września 2016 roku.

## Fabuła
W kraju targanym wielkimi przemianami młody Tunezyjczyk Hedi jest przekonany, że jego poukładane życie nie przyniesie mu żadnych niespodzianek i przebiegnie zgodnie z trajektorią wyznaczoną przez rodziców. Dominująca matka właśnie przygotowuje jego zaaranżowany ślub z Khediją, podczas gdy Hedi poznaje Rym, kobietę po przejściach wprowadzającą zamęt w jego świecie. Po raz pierwszy w życiu Hedi ma szansę zdecydować sam o swojej przyszłości.

## Obsada
- Majd Mastoura – Hedi Barraq
- Rym Ben Messaoud – Rym
- Sabah Bouzouita – Baya
- Omnia Ben Ghali – Khedija
- Hakim Boumsaoudi – Ahmed
- Sonia Ben Jemaa – Zeineb
- Arwa Ben Ismail – Faten Lacroix[4]

## Produkcja
Zdjęcia kręcono w Kairuanie, Al-Mahdiji i w Tunisie.